# Летят журавли
«Летя́т журавли́» — советский чёрно-белый художественный фильм 1957 года режиссёра Михаила Калатозова, снятый по мотивам пьесы Виктора Розова «Вечно живые». Лауреат «Золотой пальмовой ветви» Международного Каннского кинофестиваля 1958 года. Наряду с фильмами «Баллада о солдате» (1959) и «Иваново детство» (1962) фильм изменил военный жанр советского кино, где ранее войну представляли как фронтовую жизнь. В этих фильмах война представлена как драма обычных людей. Рабочее название при съёмках — «За твою жизнь».

## Сюжет
Действие фильма разворачивается в Москве и неизвестном тыловом городе до и во время Великой Отечественной войны.
Борис с Вероникой любят друг друга и вот-вот собираются пожениться, они гуляют по Москве и замечают, как над городом пролетает журавлиный клин. Во время прогулки они слушают, как часы на Спасской башне бьют 4 часа утра, после чего возвращаются домой (на рассвете 22 июня 1941 года). Именно этим утром началась Великая Отечественная война. Борис, несмотря на возможность получить бронь, принимает решение уйти добровольцем на фронт. Повестка обязывает его явиться на сборный пункт за день до дня рождения Вероники, которую он зовёт Белкой. Он оставляет ей в подарок игрушку — белку с корзинкой, полной золотых орехов, под которые он кладёт записку. Бориса провожают на фронт, но Вероника не успевает проститься с ним.
Вероника собиралась учиться на архитектора, но война внесла коррективы. Вероника работает и ждёт весточки от Бориса. 
В Москве начинаются бомбёжки. Однажды Вероника после того, как в очередной раз позвонила на завод, где работал Борис, и узнала, что о нем нет информации, идёт с матерью по улице. Их разговор прерывает сигнал воздушной тревоги. Они спешат домой за отцом Вероники, но тот отказывается уходить в метро, ссылаясь на то, что у него срочная работа. Мама решает остаться дома с мужем, а Веронику одну отправляют в метро. Она успевает захватить с собой документы и ту самую белку — подарок Бориса. 
Когда после отбоя Вероника возвращается, выясняется, что её дом разбомблён, а родители погибли.
Фёдор Иванович Бороздин, отец Бориса, известный врач-хирург, предлагает ей переехать к ним, где она сталкивается с ухаживаниями Марка, двоюродного брата Бориса. 
Давно влюблённый в Веронику Марк — посредственный пианист, получил бронь и на фронт не попадает. Марк продолжает добиваться Вероники и во время очередной бомбёжки, в состоянии аффекта, овладевает ею насильно. Впоследствии он женится на Веронике, хотя та продолжает любить Бориса. Этот поступок тяжело воспринимает всё семейство Бороздиных, однако, в отличие от сестры Бориса, его отец не отворачивается от неё.
Воинская часть Бориса и его товарища Степана выходит из окружения в тяжёлых условиях. Один из солдат пошло высказывается в адрес Вероники. Борис бьёт его по лицу, и их обоих «в воспитательных целях» отправляют в разведку. Под разрывами снарядов и под пулями Борис, вынося на себе раненого напарника, сражён насмерть точным выстрелом.
Семью Бороздиных эвакуируют за Урал. Вероника работает санитаркой в госпитале, где главврач — Фёдор Иванович, там же работает и сестра Бориса — талантливый хирург. Вероника несчастна, поскольку любит Бориса и считает, что предала его, выйдя замуж за Марка.
Однажды в госпитале у одного из раненых происходит нервный срыв из-за полученного сообщения о том, что его невеста вышла замуж, пока он воевал. Фёдор Иванович, усмиряя его, говорит, что не он, а она потеряла своё счастье, выйдя замуж за тыловую крысу, не дождавшись героя. Весь госпиталь поддерживает, и Вероника, видя, как люди презрительно относятся к неверным невестам, в смятении выбегает из госпиталя и хочет покончить жизнь самоубийством. Она поднимается на мост, чтобы спрыгнуть под идущий поезд, но в последний момент замечает маленького мальчика на дороге. Вероника спасает его из-под колёс грузовика и выясняет, что мальчик потерялся, и зовут его Борис.
Вернувшись с мальчиком домой к Бороздиным, она хочет дать ему поиграть свою игрушку-белку, прощальный подарок Бориса. Но выясняется, что игрушку унёс Марк, якобы подарить какому-то мальчику. Со слов сестры Бориса Вероника узнаёт, что Марк уже давно ходит к некой Антонине Монастырской.
Марк развлекает толпу разодетых спекулянтов и барыг игрой на пианино и романсами. На столе с деликатесами стоит игрушка, подаренная Антонине Марком. Какая-то тётка, говоря, что «всё уже попробовала, а вот золотых орешков не щёлкала», хватает белку и находит под орехами записку, не замеченную Вероникой. В этот момент вбегает Вероника, вырывает записку из рук, даёт Марку пощёчину и уходит.
В то же время Фёдор Иванович узнаёт, что Марк получил бронь вовсе не за талант, а путём обмана, прикрываясь его именем. 
Марк, придя домой, ругается с Вероникой, которая собирает вещи и хочет уйти вместе с мальчиком. Но отец Бориса останавливает её и выгоняет Марка из дома. Фёдор Иванович убеждает Веронику остаться с ними.
Вероника стирает бельё, рядом бегает Боря. Заходит солдат, которого Борис спас во время разведки. Солдат рассказывает Веронике, что Борис погиб, но она не верит этому, так как солдат всего лишь видел, как Бориса тяжело ранило и его унёс на плащ-палатке товарищ Степан, но при этом не видел самой смерти Бориса — о котором известно лишь, что он пропал без вести.
Конец Великой Отечественной войны. Мирная Москва. Вероника по-прежнему любит Бориса и ждёт — потому что «человек должен надеяться хоть на что-то хорошее». На вокзал прибывает поезд с возвращающимися фронтовиками. Их встречают с букетами цветов и со слезами на глазах. Вероника бежит сквозь толпу и ищет Бориса и Степана, в конце концов она находит Степана, и он передаёт ей фотокарточку, которую Вероника в своё время подарила Борису. Так Вероника окончательно убеждается в том, что Борис погиб. Плача, она бредёт сквозь толпу. Степан с паровоза говорит речь о том, что радость победы огромна, а горе от потерь — безмерно, и что люди теперь сделают всё, чтобы больше никогда не было такой войны. Вероника идёт сквозь толпу и раздаёт цветы из своего букета фронтовикам. И тут все, включая подоспевшего к этому моменту Фёдора Ивановича, видят, как над Москвой летят журавли.

#### Актёрский состав

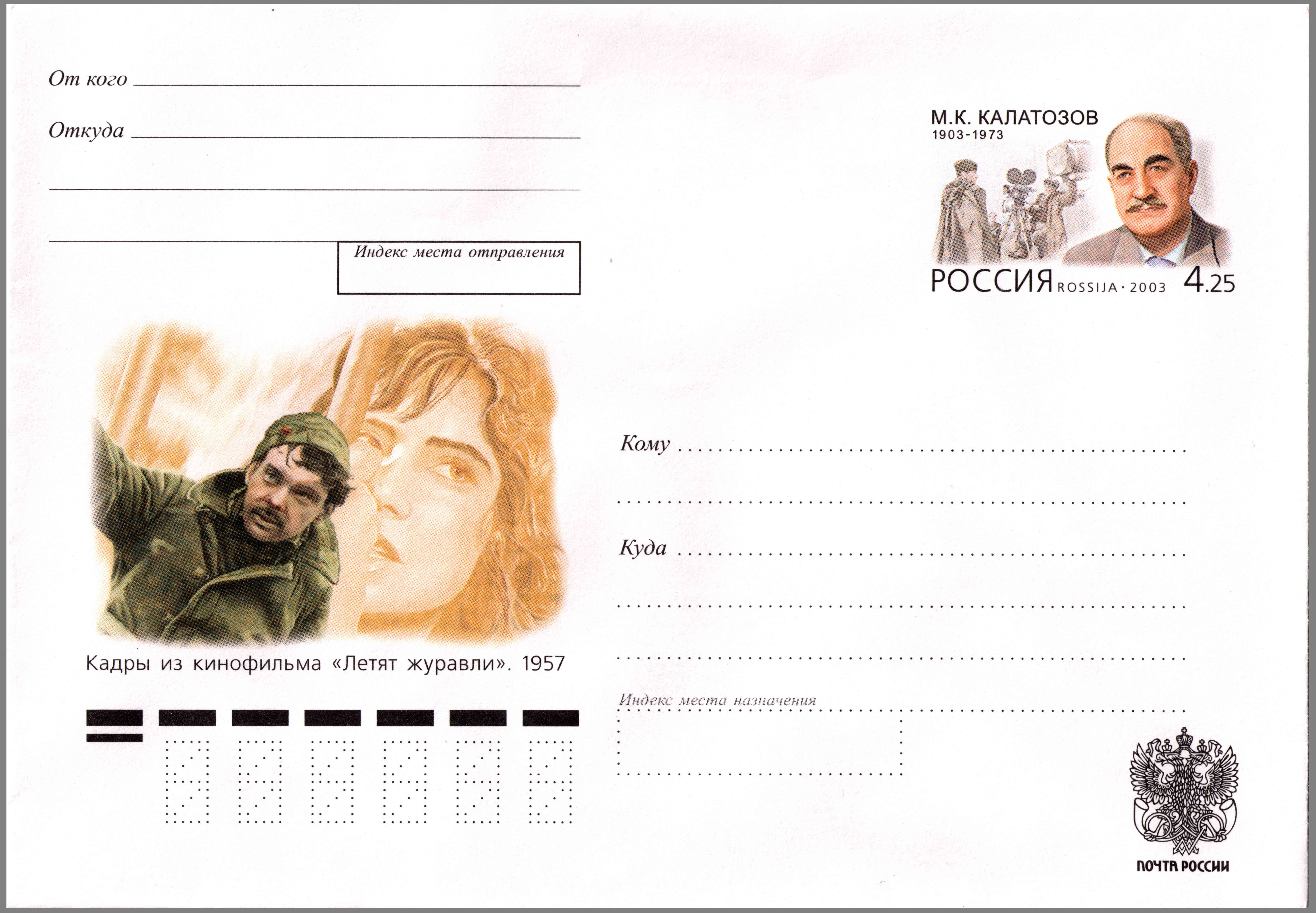
Почтовый конверт с кадрами из кинофильма «Летят журавли»: Алексей Баталов в роли Бориса, Татьяна Самойлова в роли Вероники. Россия, 2003 г.

## Над фильмом работали

#### Актёрский состав[3]
| Актёр                 | Роль                                             |
| --------------------- | ------------------------------------------------ |
| Татьяна Самойлова     | Вероника Алексеевна (Белка)                      |
| Алексей Баталов       | Борис Бороздин                                   |
| Василий Меркурьев     | Фёдор Иванович, отец Бориса                      |
| Александр Шворин      | Марк, двоюродный брат Бориса                     |
| Светлана Харитонова   | Ирина, сестра Бориса                             |
| Константин Никитин    | Володя, сослуживец Бориса                        |
| Валентин Зубков       | Степан, друг Бориса                              |
| Антонина Богданова    | Варвара Капитоновна, бабушка Бориса              |
| Борис Коковкин        | Николай Николаевич Чернов                        |
| Екатерина Куприянова  | Анна Михайловна Лебедева, учитель истории        |
| Валентина Ананьина    | Люба, сотрудница Бориса                          |
| Валентина Владимирова | солдатка                                         |
| Ольга Дзисько         | Даша, сотрудница Бориса                          |
| Леонид Князев         | Сачков, сослуживец Бориса                        |
| Георгий Куликов       | Анатолий Александрович Кузьмин, инженер с завода |
| Даниил Нетребин       | раненый                                          |
| Ирина Прейс           | Антонина Монастырская, пассия Марка              |
| Николай Сморчков      | Захаров, раненый                                 |
| Галина Степанова      | мать Вероники                                    |
| Григорий Шамшурин     | отец Вероники                                    |
| Валентина Березуцкая  | девушка на проводах                              |
| Алевтина Румянцева    | девушка на проводах                              |
| Любовь Соколова       | солдатка                                         |
| Анна Заржицкая        | Палюкайтис, эвакуированная                       |
| Евгений Кудряшёв      | гость на вечеринке                               |
| Майя Булгакова        | встречающая на вокзале                           |
| Юрий Левитан          | голос диктора                                    |

#### Съёмочная группа[3]
- Автор сценария: Виктор Розов
- Режиссёр: Михаил Калатозов
- Оператор-постановщик: Сергей Урусевский
- Художник-постановщик: Евгений Свидетелев
- Композитор: Моисей Вайнберг
- Тексты песен: Вадим Коростылёв
- Звукооператор: Игорь Майоров
- Художник по костюмам: Лидия Наумова
- Заместитель директора картины: Сергей Каграманов

## Съёмки и прокат
- Для съёмок сцены гибели Бориса Сергей Урусевский придумал и впервые сконструировал круговые операторские рельсы. Изобразительное решение фильма, ставшее классикой операторского искусства, построено на съёмке с движения и использовании сверхширокоугольного объектива с фокусным расстоянием 18 мм[4].
- В кинотеатрах СССР фильм посмотрело 28,3 млн зрителей (10-е место в прокате 1957)[5], во Франции — свыше 5,4 млн[6], в ГДР — свыше 2,8 млн (5-е место в прокате 1958)[7] из них 347 986 человек в Восточном Берлине[8], в ПНР — 3 млн до 1960 г.[9] и 3,5 млн до 1967 г.[10], в ЧССР — более 1,6 млн до 1970 г.[11].
- Во время съёмок Самойлова болела туберкулёзом[12].

## Каннский кинофестиваль
О триумфе фильма на Каннском кинофестивале в 1958 году в СССР сообщали сдержанно. В заметке без названия и фотографий в «Известиях» не были упомянуты ни режиссёр, ни автор сценария фильма.
Фильм «Летят журавли» остался единственным советским полнометражным фильмом, который получил главный приз Каннского кинофестиваля.
На фестивале название фильма было переведено как фр. Quand passent les cigognes (буквально «Когда пролетают аисты»), поскольку дословный перевод слов «журавль» (grue, на сленге также «проститутка») и «лететь» (voler, омоним также «красть») дал бы второй смысл «проститутки воруют».

## Призы и награды
- Главный приз «Золотая пальмовая ветвь» — «За единство и высокое качество всех всех его художественных компонентов и гуманизм» на XI Международном кинофестивале в Каннах (1958);
- Первый приз высшей технической комиссии Франции (оператор Сергей Урусевский) на XI Международном кинофестивале в Каннах (1958);
- Специальный диплом за исполнение главной роли — (актриса Татьяна Самойлова) на XI Международном кинофестивале в Каннах (1958);
- Почётная грамота по разделу художественных фильмов на I Международном кинофестивале в Ванкувере (1958);
- Почётный диплом XI Международного кинофестиваля в Локарно (1958);
- Премия секции польской кинокритики «Сирена» как лучшему иностранному фильму на экранах Польской народной республики (1958);
- Особый приз I Всесоюзного кинофестиваля в Москве (1958);
- Приз французских кинозрителей «Победа» (1959) — актриса Татьяна Самойлова;
- Диплом I Международного смотра фестивальных фильмов в Мехико (Мексика, 1958) — «за необычную и глубоко эмоциональную форму воплощения благородной идеи любви к Родине, за поэтичный рассказ о романтических чувствах молодых героев, переданный с высоким режиссёрским и операторским мастерством»[14];
- Диплом IX Международного кинофестиваля трудящихся (Чехословакия, 1958);
- Премия Селзника, присуждаемую ежегодно лучшему иностранному фильму, демонстрировавшемуся на экранах США;
- Премия «Апельсиновое дерево», которая награждается «самая скромная и очаровательная актриса фестиваля» — актриса Татьяна Самойлова (вместе с Франсуазой Арнуль);
- Премия «Хрустальная звезда» Французской академии кинематографии — актриса Татьяна Самойлова (1961)[15][14].

## Признание
Во французском прокате, куда фильм попал ещё до Каннского кинофестиваля, советская картина получила значительный кассовый успех. Права на фильм приобрёл продюсер Игнац Моргенстерн — тесть Франсуа Трюффо. Именно последний порекомендовал продюсеру заняться организацией проката фильма во Франции. Моргенстерн впервые увидел его на предпремьерном показе, состоявшемся 21 апреля 1958 года, а 3 мая пересмотрел его повторно в обществе Трюффо, который убедил тестя приобрести права на фильм. Эта сделка оказалась очень выгодной для продюсера с учётом низкой стоимости прокатных прав фильма и его успеха у французского зрителя. Демонстрация картины началась в июне 1958 года и сопровождалась значительным кассовым успехом, что предоставило необходимые средства и окончательно убедило Моргенстерна профинансировать картину Трюффо «Четыреста ударов», ставшую знаковой для «Новой волны» и для французского кинематографа.
Клод Лелуш признавался, что и спустя десятилетия регулярно пересматривает советский шедевр: «Он не устарел ни в чём, по-прежнему великолепен. Я не видел более прекрасного фильма из России. Думаю, я в принципе не видел фильма лучше этого. Не кино, а чудо. Хотя в СССР было немало гениев…» В автобиографии он приводит несколько фильмов в своём «кинопантеоне», где наряду с советским фильмом находятся такие шедевры мирового кинематографа как «Гражданин Кейн» Орсона Уэллса, «Наполеон» Абеля Ганса.